# خوسيه لويس ماتا ماتا
خوسيه لويس ماتا ماتا (بالإسبانية: José Luis Mata) (12 فبراير 1966 بغوادالاخارا في المكسيك - ) هو مدرب كرة قدم ولاعب كرة قدم مكسيكي في مركز الهجوم. لعب مع نادي أطلس.

## وصلات خارجية
- خوسيه لويس ماتا ماتا على موقع قاعدة بيانات كرة القدم.إي يو (الإنجليزية)